# Михайловський сільський округ (Карабалицький район)
Миха́йловський сільський округ (каз. Михайлов ауылдық округі, рос. Михайловский сельский округ) — адміністративна одиниця у складі Карабалицького району Костанайської області Казахстану. Адміністративний центр — село Михайловка.
Населення — 915 осіб (2021; 1454 у 2009, 2163 у 1999, 2609 у 1989).
Станом на 989 рік існувала Михайловська сільська рада (села Михайловка, Світле, Терентьєвка, селище Лісний).

## Склад
До складу округу входять такі населені пункти:
| Населений пункт   | Старі назви | Населення, осіб (1989) | Населення, осіб (1999) | Населення, осіб (2009) | Населення, осіб (2021) |
| ----------------- | ----------- | ---------------------- | ---------------------- | ---------------------- | ---------------------- |
| Лісне, село       | Лісний      | 499                    | 393                    | 277                    | 124                    |
| Михайловка, село  | -           | 1407                   | 1181                   | 846                    | 622                    |
| Світле, село      | -           | 226                    | 194                    | 96                     | 38                     |
| Терентьєвка, село | -           | 477                    | 395                    | 235                    | 131                    |